# مخزن سد ولگوگراد
مخزن سد ولگوگراد (انگلیسی: Volgograd Reservoir) یک مخزن سد آبی در استان ولگوگراد کشور روسیه است.